# Promontorium Agassiz

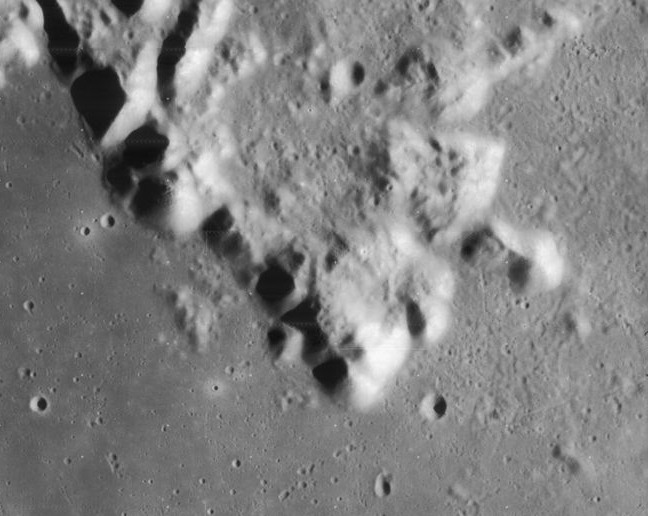
Promontorium Agassiz.

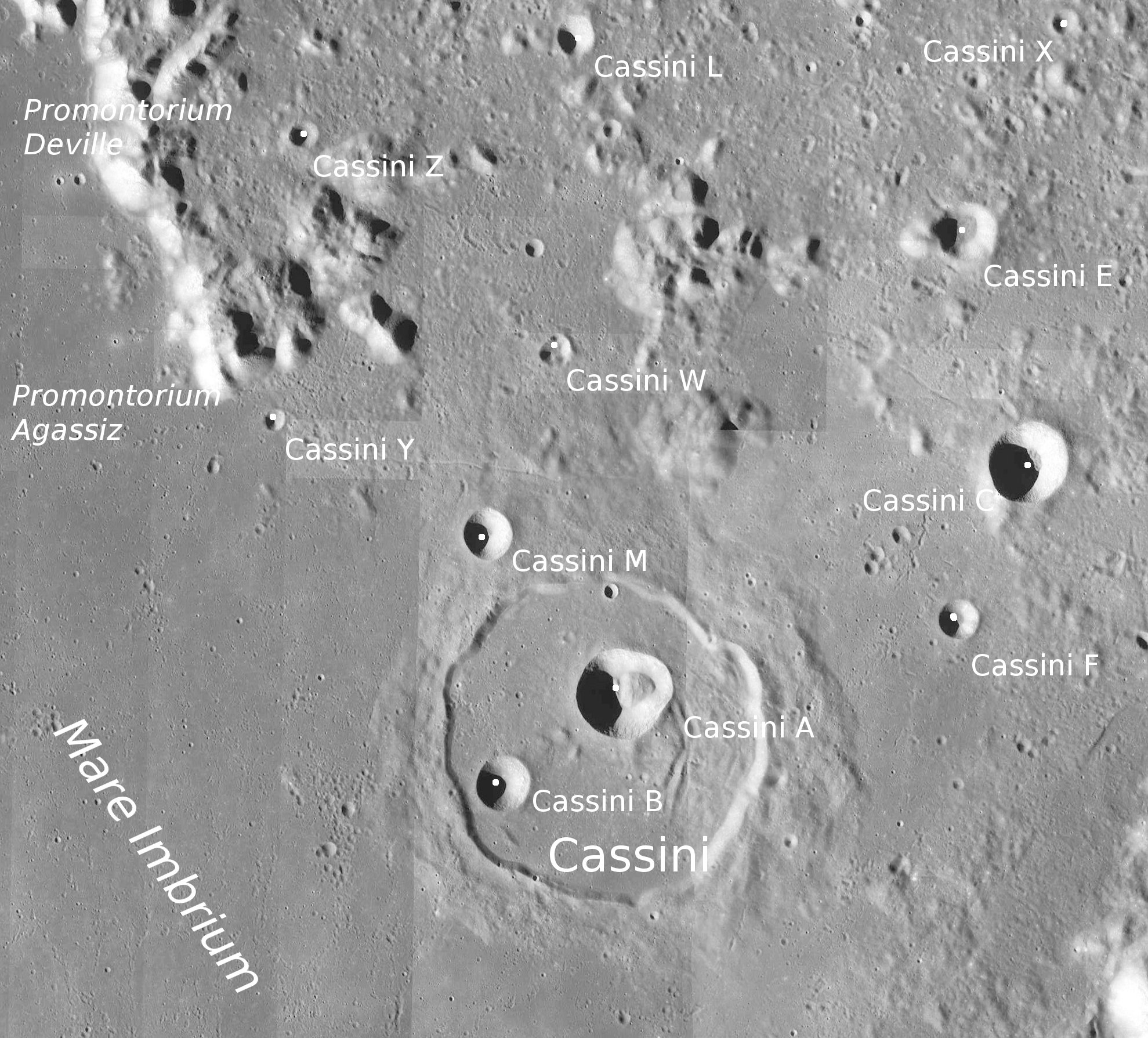
Le Promontorium Agassiz au nord du cratère Cassini et à l'est de la Mare Imbrium.

Le Promontorium Agassiz est un promontoire montagneux faisant partie de la chaîne  de montagnes des Montes Alpes. Il est situé à l'est de la Mare Imbrium et s'élève au nord du cratère Cassini. Juste au nord s'élève un autre promontoire rocheux, le Promontorium Deville. 
Les coordonnées sélénographiques du Promontorium Agassiz sont 42,4, 1,77. Ce promontoire s'élève à près de 2 280 mètres d'altitude. Son diamètre est de 20 kilomètres. 
En 1935, l'union astronomique internationale a donné le nom du botaniste et zoologiste suisse Louis Agassiz à ce promontoire rocheux.